# پیوند همسان
پیوندِ همسان یا همسان‌پیوندینه (به انگلیسی: Isograft)، پیوندی از بافت میان دو فرد است که ژنتیکانه یکسان هستند (یعنی دوقلوهای همسان (تک‌زاگی)). پس‌زدن پیوند میان دو فرد از این قبیل در عمل هرگز اتفاق نمی‌افتد، و پیوند همسان را به ویژه برای پیوند اندام هموار می‌سازد. بیمارانی که اندام‌هایی از دوقلوهای همسان خود دارند به احتمال باورنکردنی این اندام‌ها را دریافت کرده و زنده می‌مانند. دوقلوهای تک‌زاگی (monozygotic twins) دارای همان همتافتۀ سازگاری بافتی اصلی (MHC) هستند که سبب موارد پایین پس‌زدن بافت توسط دستگاه ایمنی سازشی می‌شود. افزون بر این، عملاً هیچ شیوع بیماری پیوند در برابر میزبان وجود ندارد.
در سال ۱۹۹۳ یک مقالۀ پژوهشی نشان داد که همسان‌پیوندینه‌های جزیرک (islet isografts) به موش‌های دیابتی جوان [موش‌های NOD دیابتی ناشی از STZ] پیوند می‌شوند و موش‌ها دست کم نزدیک ۲۲ روز پس از پیوند زنده می‌مانند.